# MR Волос Вероники
MR Волос Вероники (лат. MR Comae Berenices) — тройная звезда в созвездии Волос Вероники на расстоянии приблизительно 1627 световых лет (около 499 парсек) от Солнца.
Пара первого и второго компонентов — двойная затменная переменная звезда типа W Большой Медведицы (EW). Видимая звёздная величина звезды — от +12,45m до +12m. Орбитальный период — около 0,4127 суток (9,906 часов).

## Характеристики
Первый компонент — жёлто-белая звезда спектрального класса F5. Масса — около 1,4 солнечной, радиус — около 1,59 солнечного, светимость — около 2,663 солнечной. Эффективная температура — около 6530 K.
Второй компонент — жёлто-белая звезда спектрального класса F. Масса — около 0,36 солнечной. Эффективная температура — около 6442 K.
Третий компонент — красный карлик спектрального класса M. Масса — около 0,18 солнечной. Орбитальный период — около 10,1 года. Удалён в среднем на 5,3 а.е.*.